# 182年
| 千纪： | 1千纪                                                                                           |
| 世纪： | 1世纪 \| 2世纪 \| 3世纪                                                                         |
| 年代： | 150年代 \| 160年代 \| 170年代 \| 180年代 \| 190年代 \| 200年代 \| 210年代                       |
| 年份： | 177年 \| 178年 \| 179年 \| 180年 \| 181年 \| 182年 \| 183年 \| 184年 \| 185年 \| 186年 \| 187年 |
| 纪年： | 壬戌年（狗年）；东汉光和五年                                                                    |

## 大事记
- 八月，初置西园八校尉。(后汉书卷8孝灵帝纪第八)

## 各国领袖

### 非洲
- 库施
  - 国王：Aritenyesbokhe（175年－190年）

### 亚洲
- 中国
  - 东汉：
    - 皇帝：汉灵帝（168年－189年）
- 朝鲜
  - 百济：
    - 国王：肖古王（166年－214年）

  - 高句丽：
    - 国王：故国川王（179年－197年）

  - 新罗：
    - 国王：阿达罗尼师今（154年－184年）

### 欧洲
- 高加索伊比里亚
  - 国王：法斯曼三世（145年－185年）
- 罗马帝国
  - 皇帝：康茂德（177年－192年）

### 中东
- 奥斯若恩
  - 国王：Abgar IX（177年－212年）
- 安息
  - 国王：沃洛吉斯四世（147年－191年）

## 出生
- 孫權（7月5日），三國時期東吳建國者（252年4月去世）70岁。
- 關平，三國時期蜀漢武將關羽的長子（219年冬與父親同在臨沮為孫權下令斬首去世）37岁

## 逝世
- 何休，《春秋公羊解詁》作者。